# San Jerónimo Santa Fe
San Jerónimo Santa Fe är en ort i Mexiko.   Den ligger i kommunen Ajuchitlán del Progreso och delstaten Guerrero, i den södra delen av landet, 220 km sydväst om huvudstaden Mexico City. San Jerónimo Santa Fe ligger 484 meter över havet och antalet invånare är 182.
Terrängen runt San Jerónimo Santa Fe är huvudsakligen kuperad, men den allra närmaste omgivningen är platt. San Jerónimo Santa Fe ligger nere i en dal. Runt San Jerónimo Santa Fe är det ganska glesbefolkat, med 21 invånare per kvadratkilometer. Närmaste större samhälle är Rincón de Chámacua, 18,6 km norr om San Jerónimo Santa Fe. I omgivningarna runt San Jerónimo Santa Fe växer huvudsakligen savannskog.